# Čaroděj (Holý)
Čaroděj (v německém originále Der Zaubrer, resp. Der Zauberer) je komická opera (singspiel) o třech dějstvích českého skladatele Františka Ondřeje Holého na libreto herce a dramatika Karla Franze Henische. Její premiéru uvedla roku 1772 Brunianova divadelní společnost v pražském Divadle v Kotcích.

## Vznik, charakteristika a historie
Skladatel František Ondřej Holý působil na přelomu 60. a 70. let 18. století v Praze jako kapelník u divadelní společnosti Johanna Josepha Bruniana, kde působil i původem vídeňský herec a zpěvák Karl Franz Henisch (1745–1776). Henisch se prosazoval také jako dramatik, především úpravou cizích předloh, a s Holým často spolupracoval. Roku 1773 také oba odešli do Berlína ke společnosti Gottfrieda Heinricha Kocha (1703–1775). Pro Bruniana psal Holý hudbu pro divadelní potřeby – především zpěvohry (singspiely), avšak také hudbu k činohrám nebo příležitostným scénám, jakož i úpravy či instrumentaci děl jiných skladatelů. U některých titulů není rozsah jeho autorství zcela vyjasněn (Veselý švec, 1770), v Praze však napsal přinejmenším dvě samostatné komické aktovky na Henischova libreta, totiž Strašidlo (1771) a Čaroděje, které patří mezi první pokusy domácích českých autorů o singspiel.
O provedení a jeho ohlasu se nedochovaly zprávy a není ani známo přesné datum premiéry; rok 1772 je dosvědčen tiskem libreta. Hudba této opery (na rozdíl od Strašidla) se nedochovala.
Holý a Henisch uvedli tuto operu rovněž na svém následném působišti u Kochovy společnosti v Berlíně. Tamější premiéra Čaroděje se konala 20. listopadu 1773.

## Postavy
- Lukas, sedlák
- Rose, jeho žena
- Wilhelm, mlynář
- Agnes, jeho žena
- Scheller, student[5]

## Děj opery
(Vesnické prostranství se selskými staveními a mlýnem v pozadí)
Agnes, žena mlynáře Wilhelma, a Röse, žena sedláka Lukase, perou a věší prádlo; je hezké počasí (duet Willkommen, heitrer Morgen). Těší se, že za slunečna budou s prádlem brzy hotovy; praní v potoce je už tak úmornou prací, ale v zimě, stěžuje si Röse, je to zvlášť namáhavá dřina (árie Im Winter ist es keine Lust). Agnes to dělat nemusí – v zimě si na to za pár grošů a trochu kořalky najímá chromou Dorotu. Röse odpovídá, že její muž by jí takové rozhazování nedovolil. Agnes míní, že při tak těžké práci žena brzy zestárne a její muž bude hledat potěšení u hezčích (árie Dort bey jener alten Buchen). Ale tak tomu na vsi chodí – to jen bohaté měštky si mohou dovolit zůstat bílé a růžové až do smrti.
Röse si stěžuje na Lukase i proto, že už nějakou dobu zanedbává hospodářství, chodí do krčmy a přitom je jí pořád za zadkem; podezřívá ji totiž z nevěry. Přichází Agnesin manžel Wilhelm s trakařem a zpívá si (píseň Als Lieschen jüngst im Gras). Pak vypráví, co se dozvěděl v hospodě: prý ho Lukas podezřívá, že mu chodí za ženou. Röse si zoufá, ale Wilhelm navrhuje udělit Lukasovi ze špásu lekci. Röse se zdráhá zapojit, ale Agnes ji přesvědčuje, že si žárlivec zasluhuje vytrestat (árie Ein Mann, der ohne Ursach glaubet). Wilhelm má už nápad, na který ho přivedly Lukasovy řeči. Právě se do vsi vrátil kostelníkův syn Scholler, student, a ten se bude před důvěřivým Lukasem vydávat za čaroděje… Wilhelm zasvěcuje do detailů plánu Agnes i váhající Rösu. Vysmívá se přitom Luaksově žárlivosti a tvrdí, že on na svou ženu nežárlí, byť by se líbala s jinými (árie Ein solcher Narr wie Lukas ist), což Agnes trochu rozladí.
Před přicházejícím Lukasem se mlynář se ženou vzdálí a Lukas se záhy dává do hádky se svou ženou, obviňuje ji nepřímo z nevěry s Wilhelmem a posílá ji, aby raději seděla doma. Röse mu vyčítá jeho změnu a pláče nad jeho nespravedlností, ale současně se směje pomyšlení, na trik, který na něho mají přichystaný (árie Sonst warest du ein lieber Mann). Lukas se durdí; jen co ženu přistihne při nevěře, pošle ji k soudu, kde ji zavřou do šatlavy (árie Dann hilft kein Bitten und kein Flehn).
Přichází Scheller v podivném přestrojení. Lukas se hned dohaduje, že to je onen čaroděj, o kterém se doslechl v hospodě, a Scheller ho také dovede dobře hrát. Lukas si mu stěžuje na svou ženu, která je krásná (árie Mein Weib ist blond, weiß ihre Haut), ale údajně povětrná. Lukas mu nabízí magickou pomoc: citýruje pekelné duchy, kteří jsou naštěstí pro bázlivého Lukase jeho očím neviditelní (árie Pluto! Caron! Phlegma! Pumpf!). Přitom začaruje javorovou ratolest: když si ji Lukas dá do pravé kapsy, nabude Wilhelmovu podobu a bude tak moci věrnost své ženy vyzkoušet. Pro odkouzlení stačí přendat ratolest do levé kapsy. Scheller odchází s posledními varováními (duet Mein Lukas, machet es bescheiden). Lukas se raduje (árie O, dreymal glücklich ist der Mann).
Pak si dá větévku do pravé kapsy a klepe na vlastní dveře. Röse ho vítá jako souseda Wilhelma a stěžuje si mu na podivné chování svého muže. Ale když se k ní Lukas alias Wilhelm začne chovat důvěrně, vzpírá se a nakonec mu vytne řádný políček. Scéně navíc přihlíží Agnes a spustí na Lukase jako na svého nevěrného manžela. Obě ženy ho častují výhrůžkami, jak ho povedou jako sexuálního násilníka před soud, a protože ho každá drží za ruku, nemůže se Lukas vysvobodit přehozením ratolesti (tercet Du ungetreuer Mann!).
Přichází i Wilhelm a předstírá, že vidí svého dvojníka: souhlasí, že je třeba zavolat příslušné orgány. Luksovi se konečně podaří větvičku přendat z kapsy do kapsy. Všichni se tváří, jako by ho náhle viděli, a Röse v jeho náručí hledá ochranu před podivným následníkem podobajícím se jejich sousedovi… Lukas si vydechne, ale nakrátko. Přichází Scheller v oděvu soudního sluhy a předvolává Lukase ihned k soudu, protože na něj přišlo velmi konkrétní udání z čarodějnictví. Zděšený Lukas se přiznává ke svému čarování a už se vidí na šibenici (árie Nun, Röse, lebe wohl!). Röse už je ho líto, a tak mu Wilhelm vysvětluje podstatu celého žertu. Lukas je zahanben a slibuje, že svou ženu už nebude podezřívat a bude k ní milý jako dříve – jen pokud celou příhodu podrží v tajnosti, jinak se mu celá ves vysměje. Všechny postavy nakonec zpívají vaudeville o různých událostech z denního života, za nimiž musí být nějaké čáry (Mops, der schon funfzig Jahre zählt).